# Паоло Відоц
Паоло Відоц (італ. Paolo Vidoz, 21 серпня 1970, Горіція) — італійський професійний боксер, призер Олімпійських ігор, призер чемпіонатів світу і Європи серед любителів, чемпіон Європи за версією EBU (2005—2006).

## Аматорська кар'єра
Паоло Відоц дебютував на аматорському ринзі 1988 року. Протягом 1990—1999 років незмінно потрапляв на п'єдестал пошани чемпіонатів Італії у надважкій вазі, при цьому 6 разів ставав чемпіоном.
1996 року на Олімпійських іграх 1996 програв в першому бою Алексісу Рубалькаба (Куба).
1997 року на чемпіонаті світу дійшов до півфіналу, в якому програв знову Алексісу Рубалькаба (Куба) — 7-13.
1998 року на чемпіонаті Європи в чвертьфіналі програв Володимиру Лазебніку (Україна) — 4-11.
1999 року на чемпіонаті світу у чвертьфіналі переміг Алексіса Рубалькабу — 5-2, а в півфіналі програв Мухтархану Дільдабекову (Казахстан) — 1-3.
2000 року на чемпіонаті Європи в фіналі програв Олексію Лєзіну (Росія) — 5-7.

### Виступ на Олімпіаді 2000
- Переміг Келвіна Брока (США)
- Переміг Семюеля Пітера (Нігерія) — 14-3
- Програв Одлі Гаррісону (Велика Британія) — 16-32

## Професіональна кар'єра
Дебютував на професійному ринзі 27 січня 2001 року.
За період 2001—2002 роки Відоц провів 12 боїв, в яких здобув 11 перемог і лише один раз програв. За 2003—2004 роки здобув ще 6 перемог і 9 жовтня 2004 року вийшов на бій за вакантний титул інтерконтинентального чемпіона за версією WBA проти непереможного росіянина Миколи Валуєва (37-0, 28KO).

### Відоц проти Валуєва
Валуєв, який мав перевагу у зрості, вазі і досвіді виступів на професійному ринзі, був явним фаворитом. Більш-менш рівна боротьба на ринзі була лише на початку бою. В дев'ятому раунді Відоц опинився в нокдауні, і представники його команди попросили рефері зупинити бій. Як виявилося, Валуєв під час бою зламав Відоцу щелепу. Після операції, під час якої лікара імплантували Відоцу в щелепу титанові пластини, у італійця з'явилося прізвисько Титанова щелепа.
Відоц повернувся на ринг 16 квітня 2005 року, нокаутувавши в третьому раунді литовця Міндаугаса Кулікаускаса, а вже 11 червня 2005 року в бою з Тімо Гофманом (Німеччина) завоював вакантний титул чемпіона Європи за версією EBU і звання інтерконтинентального чемпіона за версією IBF.

### Відоц проти Вірчіса
Відоц провів два вдалих захиста титула чемпіона Європи проти Майкла Спротта (Велика Британія) та Ченгіза Коца (Німеччина) і 15 липня 2006 року зустрівся в Гамбургзі в бою з Володимиром Вірчісом (Україна). В шостому раунді Вірчіс завдав прямого удару правою, після якого Відоц впав і не зміг піднятися до закінчення відліку рефері. Відоц втратив звання чемпіона. Провівши два переможних боя з маловідомими супротивниками, 19 травня 2007 року на тій же арені Гамбурга Відоц зустрівся в реванші з Володимиром Вірчісом. Бій пройшов усю дистанцію, закінчившись одностайною перемогою українця. Відоц не зміг повернути собі титул чемпіона Європи.

### Завершення кар'єри
Ще три рази на завершальному етапі своєї кар'єри Паоло виходив на бої за вакантний титул чемпіона Європи за версією EBU, але програв і Сінан Шаміль Сам (Туреччина), і Метту Скелтону (Велика Британія) 2008 року і Альберту Сосновському (Польща) 2009 року.
16 грудня 2011 року Відоц провів останній в кар'єрі бій за титул чемпіона Італії, програвши за очками Матео Модуньо.